# Long Thư
Long Thư là tướng lãnh nhà Tây Sở trong lịch sử Trung Quốc.

## Sự nghiệp
Ông đi theo Hạng Lương khởi nghĩa phản kháng nhà Tần, mỗi trận đánh đều hăng hái giết địch, rất được Hạng Vũ tín nhiệm. Sau đó cùng Điền Vinh hợp quân cứu Đông A, đại phá quân Tần.
Năm 206 TCN, Hán vương Lưu Bang khởi binh bình định Tam Tần, Long Thư cùng tướng Ngụy là Hạng Tha giao chiến với tướng Hán là Quán Anh ở phía nam Định Đào, thất bại.
Sau trận Bành Thành (205 TCN), Hạng Vũ giao cho ông thống lãnh kỵ binh tinh nhuệ của thị tộc Lâu Phiền .
Năm 204 TCN, Long Thư cùng Hạng Thanh được Hạng Vũ cử đi đánh phản tướng Anh Bố ở Hoài Nam. Long Thư đại phá Cửu Giang vương Anh Bố khiến Bố phải chạy đến chỗ Lưu Bang.
Tháng 10 năm 203 TCN, Hàn Tín đánh úp Tề. Tề vương Điền Quảng bỏ kinh thành Lâm Tri chạy và phái người cầu cứu Tây Sở. Hạng Vũ phái Long Thư mang 20 vạn quân đi cứu. Tháng 11, đôi bên đối trận ở Duy Thủy. Hàn Tín trong đêm tối ở thượng lưu cho lấy đất đắp đập ngăn nước. Hôm sau, quân Hán vượt sông tấn công, mới được một nửa thì bỏ chạy. Long Thư hô lớn: "Vốn biết Tín hèn nhát mà!" rồi soái quân đuổi theo. Hàn Tín khơi đập nhấn chìm quân Sở, rồi quay lại đánh. Long Thư không địch nổi, bị giết.